# Albin Liesen
Albin Liesen (* 19. April 1921; † Januar 1943 in der Sowjetunion) war ein deutscher Fußballspieler. Der Offensivspieler gewann mit seinem Verein Hamborn 07 in der Saison 1941/42 die Meisterschaft in der Gauliga Niederrhein.

## Karriere

### Vereine
Bereits als Jugendspieler machte Liesen mit seinem Können auf sich aufmerksam. Mit Mitspielern wie Bernd Oles und Joachim Bauchrowitz gewann er 1938 als Mittelstürmer mit einem 2:1 gegen Franken Nürnberg die Deutsche Jugendmeisterschaft. Im ersten langen Kriegswinter 1939/40 nahm er u. a. mit Bauchrowitz und Rupieta an einem Sichtungslehrgang der Nationalmannschaft unter Reichstrainer Sepp Herberger teil.
Liesen gehörte von 1939 bis 1942 dem Duisburger Stadtteilverein Hamborn 07 als Stürmer an, für die er in der Gauliga Niederrhein aktiv gewesen ist. Am Saisonende 1941/42 gewann er mit seiner Mannschaft die Gaumeisterschaft, die infolgedessen auch an der Endrunde um die Deutsche Meisterschaft teilnahm. In seinem einzigen Endrundenspiel am 10. Mai 1942 im Qualifikationsspiel gegen Werder Bremen war ihm auf dem heimischen Platz an der Buschstraße der Ausgleich zum 1:1 in der 75. Minute gelungen, das auch nach Verlängerung keinen Sieger gefunden hatte; damit erzwang er eine Wiederholung der Begegnung, die Werder Bremen am 17. Mai 1942 im heimischen Weserstadion mit 5:1 gewann. Auch in seinem einzigen Spiel im Wettbewerb um den Tschammerpokal am 20. August 1939 erzielte er ein Tor; die Gastmannschaft des Hamburger SV gewann die Erstrundenbegegnung mit 3:1, wobei ihm das Tor zum Ausgleich in der 17. Minute gelungen war.
Liesen galt als eines der größten Angriffstalente seiner Zeit und wurde bereits mit 18 Jahren in die Gauauswahl Niederrhein berufen.

### Auswahlmannschaft
Als Spieler der Gauauswahlmannschaft Niederrhein nahm er auch im Wettbewerb um den Reichsbundpokal teil. Das erste Wettbewerbsspiel absolvierte das Talent der Hamborner „Löwen“ bereits am 3. Dezember 1939 in Braunschweig bei einem 3:2-Sieg gegen die Auswahl von Niedersachsen. Der 18-jährige Angreifer agierte als Mittelstürmer und seine Vereinskameraden Karl Duch, Bernhard Bütterich und Ernst Rupieta spielten ebenfalls für den Niederrhein in Braunschweig. Nachdem seine Mannschaft als Sieger aus dem Achtel- und Viertelfinale hervorgegangen war, kam er am 16. Juni 1940 im Duisburger Wedaustadion gegen die Gauauswahlmannschaft Sachsen im Halbfinale zum Einsatz; Willi Arlt vom Riesaer SV entschied dieses mit seinem Siegtor zum 3:2 in der 117. Minute zugunsten der sächsischen Auswahlmannschaft. Der Niederrhein war im Angriff im damaligen WM-System mit Paul Winkler, Liesen, August Gottschalk, Heinrich Trimhold und Walter Plückthun angetreten.

## Früher Tod
Albin Liesen wurde im Zweiten Weltkrieg zur Wehrmacht eingezogen und diente als Soldat während des Russlandfeldzuges. Unmittelbar, bevor er abkommandiert werden sollte, wurde er tödlich verwundet.

## Erfolge
- Gaumeister Niederrhein 1942
- Halbfinalist Reichsbundpokal 1940